# Oliver Oakes

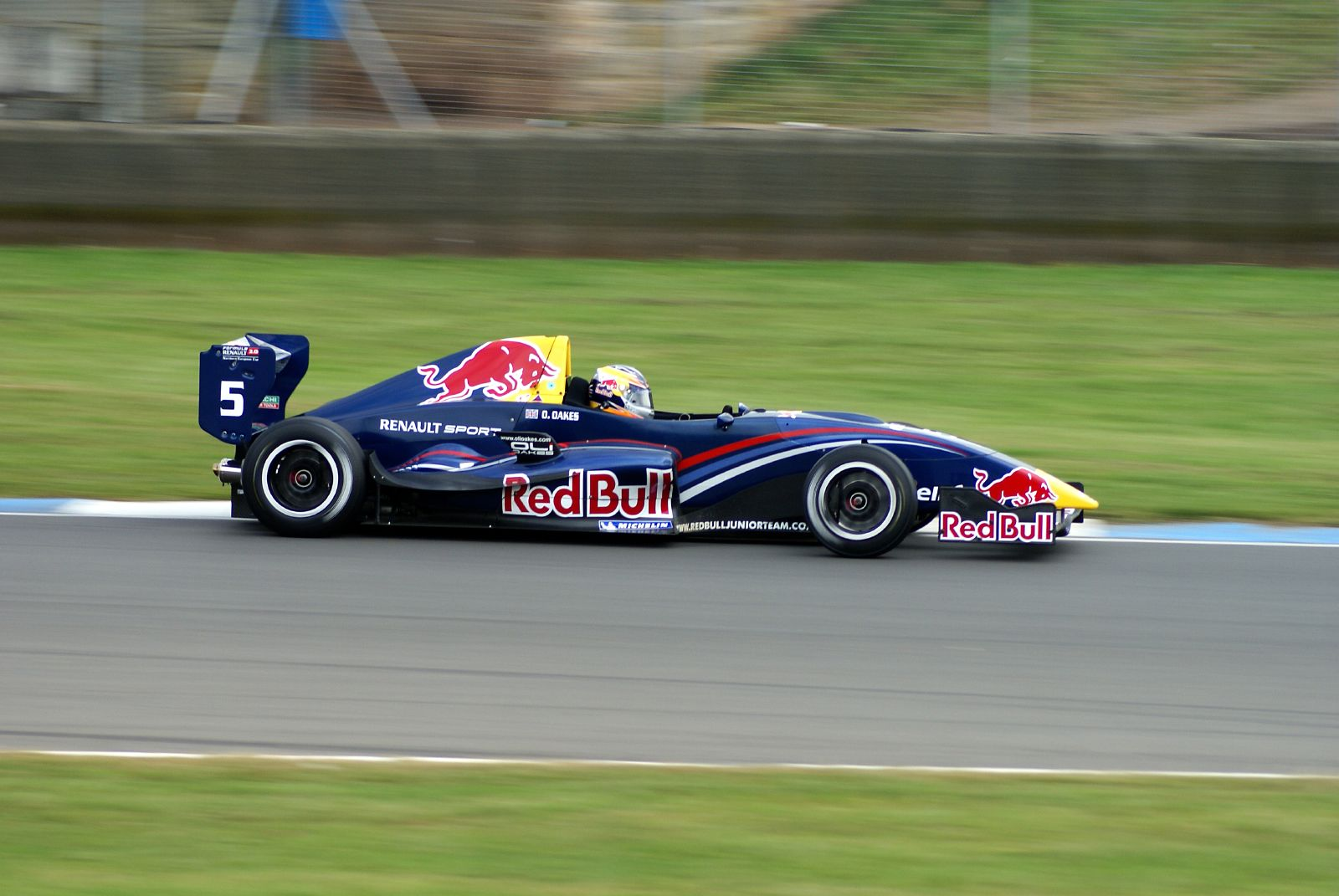
Oakes tijdens de Eurocup 2007

Oliver Oakes (Norfolk, 11 januari 1988) is een Brits voormalig autocoureur en wereldkampioen karting in 2005. Vanaf augustus 2024 was hij de teambaas van het Formule 1 team van Alpine. Hij nam ontslag op 6 mei 2025.

## Carrière
Nadat hij het wereldkampioenschap karten had gewonnen, stapte Oakes over naar de eenzitters in de Formule BMW, met de steun van Formule 1-team Red Bull Racing. In zijn eerste race op Brands Hatch won Oakes de race nadat hij ook poleposition behaalde. Hij finishte als zesde in de eindstand van de Formule BMW UK nadat hij enkele rondes miste door Europese verplichtingen met Red Bull in het Europese Formule BMW-kampioenschap en behaalde hierin een vijfde plaats op Le Mans en een 7e plaats in Barcelona. 
Hierdoor werd Oakes de titelfavoriet in 2007, waarin hij voor Join Motopark reed. Nadat hij de tests voor het seizoen domineerde, worstelde het team met het aanpassen van de aerodynamica en ondanks hij een paar podiumplaatsen behaalde, presteerde hij onder verwachting. In de winter testte hij auto's in de Formule Renault 3.5 Series van de teams Comtec Racing en Tech 1 en zette enkele indrukwekkende tijden. Echter, nadat hij de World Series in 2008 heeft ervaren, besloot hij toch te tekenen voor Eurotek Motorsport in het extra competitieve Britse Formule 3-kampioenschap. Ondanks dat het een nieuw team is en de tests en eerste races van het seizoen miste, is Oakes overtuigd van het team en alle aspecten van autosport achter hem en denkt dat hij aan het eind van het jaar kan vechten om podiumplaatsen. Hij finishte echter als 19e in het kampioenschap.
Hij ging naar Carlin Motorsport in 2009, maar viel na het tweede raceweekend op Silverstone uit het team en besliste niet meer door te gaan.
In 2010 rijdt Oakes in de nieuwe GP3 Series, waar hij rijdt voor ATECH CRS GP, naast de Italianen Patrick Reiterer en Vittorio Ghirelli.

## GP3-resultaten
- Races vetgedrukt betekent polepositie, races schuingedrukt betekent snelste ronde

| Jaar | 1          | 2          | 3          | 4           | 5       | 6       | 7       | 8       | 9       | 10      | 11      | 12      | 13      | 14      | 15      | 16      | Rang | Punten |
| ---- | ---------- | ---------- | ---------- | ----------- | ------- | ------- | ------- | ------- | ------- | ------- | ------- | ------- | ------- | ------- | ------- | ------- | ---- | ------ |
| 2010 | ESP FEA 14 | ESP SPR 10 | TUR FEA 12 | TUR SPR Ret | VAL FEA | VAL SPR | GBR FEA | GBR SPR | GER FEA | GER SPR | HUN FEA | HUN SPR | BEL FEA | BEL SPR | ITA FEA | ITA SPR | 18*  | 0*     |

* Seizoen loopt nog.